# Jerzy Wasiak
Jerzy Januariusz Wasiak (ur. 11 marca 1924 w Skórzewie (pow. kutnowski), zm. 12 listopada 2012 w Łodzi) – polski nauczyciel, pedagog specjalny, kierownik placówek kształcenia dzieci głuchych w Łodzi. 

## Życiorys
Do szkoły powszechnej uczęszczał w Kutnie. Edukację przerwał wybuch II wojny, w czasie okupacji hitlerowskiej pracował przymusowo w niemieckim gospodarstwie rolnym. Po wojnie był uczniem gimnazjum i Liceum Pedagogicznego w Kutnie, które ukończył 1949. Wówczas przeniósł się do Łodzi, by podjąć studia w Wyższej Szkole Gospodarstwa Wiejskiego, lecz uczelnię przeniesiono z Łodzi do Olsztyna.
22 marca 1949 rozpoczął pracę dydaktyczną w Szkole Podstawowej dla Dorosłych nr 5 w Łodzi, przy ul. Wierzbowej 37/39, którą kierowała Alicja Napiórkowska).  
W latach 1951–52 studiował w Państwowym Instytucie Pedagogiki Specjalnej, w dziale kształcenia nauczycieli dzieci głuchych, pod kierunkiem prof. dr Marii Grzegorzewskiej. Po ukończeniu PIPS, od 1952 pracował w łódzkim szkolnictwie specjalnym: w Zakładzie Dzieci Głuchych w Łodzi oraz wchodzącej w jego skład Szkole Podstawowej Specjalnej nr 97, mieszczącej się przy ul. Sienkiewicza 35, a następnie od 1959, przy ul. Mostowej 47 (później – po zmianie nazwy ulicy – Zelwerowicza 47/57; obecnie placówka nosi nazwę Specjalny Ośrodek Szkolno-Wychowawczy nr 4 w Łodzi i funkcjonuje w tym samym budynku, choć pod adresem – ul. Krzywickiego 20).
Wobec ograniczeń myślenia abstrakcyjnego dzieci głuchych w swej pracy nauczycielskiej szczególny nacisk kładł na przedmioty odwołujące się do doświadczenia, praktyki, obserwacji: przyrodę i biologię. Brał udział w latach sześćdziesiątych XX w. w pracach Ministerstwa Oświaty nad programem nauczania tych przedmiotów w szkołach dla dzieci głuchych.
W pracy wychowawczej stosował metodę harcerską: już w 1952 był opiekunem organizacji harcerskiej w Szkole Podstawowej nr 97 dla dzieci głuchych. Przez dziesięciolecia współpracował z Referatem Nieprzetartego Szlaku Chorągwi Łódzkiej Związku Harcerstwa Polskiego, zwłaszcza z hm. Władysławą Matuszewską i hm. Bolesławem Majewskim, w organizowaniu dla swych podopiecznych rajdów, biwaków i obozów. Wykorzystywał każdą sposobność, by głusi uczniowie podnosili swą sprawność fizyczną, umieli radzić sobie w trudnych sytuacjach, uczyli się współdziałania w rozwiązywaniu problemów. 
1 grudnia 1958 powierzono J. Wasiakowi obowiązki kierownika Szkoły Podstawowej nr 97 przy Państwowym Zakładzie Wychowawczym dla Dzieci Głuchych w Łodzi, którą to funkcję pełnił do 31 sierpnia 1965. W 1963 – jako kierownik szkoły dla głuchych – wraz z doc. dr hab. med. Stanisławem Kmitą z Oddziału Otolaryngologii Dziecięcej ówczesnej Akademii Medycznej w Łodzi – był inicjatorem utworzenia oddzielnej klasy dla niedosłyszących, która stała się zalążkiem specjalistycznej placówki kształcącej dzieci słabosłyszące. Założeniem była integracja niedosłyszących ze słyszącymi i przeciwdziałanie dominowaniu komunikacji za pomocą języka migowego, którym posługują się głusi.
Od 1 września 1972 do 31 sierpnia 1977 sprawował funkcję dyrektora Państwowego Zakładu Wychowawczego dla Dzieci Głuchych w Łodzi, równocześnie pełniąc obowiązki kierownika Szkoły Podstawowej nr 97, wchodzącej w skład Zakładu. 
Od 1 marca 1953 był członkiem Polskiego Związku Głuchoniemych i ich Przyjaciół, a od 1955 – po zmianach statutowych organizacji – członkiem Polskiego Związku Głuchych (PZG). Dzięki jego zaangażowaniu rozwijała się współpraca kierowanej przez niego placówki z Poradnią PZG, zwłaszcza w zakresie przygotowania dzieci przedszkolnych do nauki w szkole dla głuchych oraz wspólnie organizowanych działań środowiskowych.
W 1964 z inicjatywy Zarządu Głównego Polskiego Związku Głuchych napisał Monografię Zakładu Dzieci Głuchych w Łodzi – opracowanie dziejów tej placówki, przygotowane w oparciu o dokumenty archiwalne, kroniki szkolne, relacje nauczycieli oraz zapiski i wspomnienia pierwszej nauczycielki szkoły - Stefanii Ulassowej (1897-1976). Do pracy tej wielokrotnie sięgali i cytowali ją pedagodzy i historycy oświaty; korzystali z niej m.in. redaktorzy książek: 90 lat Specjalnego Ośrodka Szkolno-Wychowawczego dla Dzieci Niesłyszących w Łodzi 1915-2005 (Łódź 2005), Stulecie szkoły dla głuchych w Łodzi 1915-2015 (Łódź 2015), zamieszczając fragmenty monografii.
Od 1 października 1951 należał do Związku Nauczycielstwa Polskiego, w latach 1972-76 był ławnikiem sądu rodzinnego w Okręgu Sądu Wojewódzkiego w Łodzi.
Laureat nagród i odznaczeń: Nagroda Ministra Oświaty i Wychowania I stopnia (1973) i II stopnia (1979), Krzyż Kawalerski Orderu Odrodzenia Polski (1983), Złoty Krzyż Zasługi (1974), Srebrny Krzyż Zasługi (1971), Złota Odznaka ZNP (1969), Honorowa Odznaka Ruchu Przyjaciół Harcerstwa (1971), Złota Odznaka Honorowa Polskiego Związku Głuchych (1973), Odznaka Przyjaciela Dziecka, nadana przez Towarzystwo Przyjaciół Dzieci (1976). 
Żonaty z Izabelą z Przanowskich, miał dwoje dzieci: Wandę (1953–2018), germanistkę i Marka (ur. 1959).
Pochowany na cmentarzu w Łodzi-Łagiewnikach.